# Wacław Pegza
Wacław Pegza (ur. 7 lutego 1913 w Łodzi, zm. 7 lutego 1997 tamże) – piłkarz, trener i działacz piłkarski.
Jako zawodnik, w latach 1927–1948 reprezentował barwy ŁKS-u Łódź, występując na pozycji pomocnika. W ekstraklasie 6 sezonów (1933–1934, 1936–1939, 1948). Potem trener m.in. ŁKS-u, Widzewa Łódź i Włókniarza Pabianice. W latach 1963–1964 wraz z Wiesławem Motoczyńskim i Tadeuszem Forysiem współselekcjoner reprezentacji Polski. Współpracował również z Prouffem, Koncewiczem i Forysiem w kilkunastu innych meczach reprezentacji. We władzach związku członek Plenum SPN (1954–1955) oraz członek prezydium PZPN jako szef Rady Trenerów w latach 1987–1989. Od 1983 Członek Honorowy PZPN.
Brat Władysława Pegzy, piłkarza, a potem działacza ŁKS-u.